# Masini Situ–Kumbanga
Masini Situ–Kumbanga (ur. 21 października 1955) – lekkoatleta z Demokratycznej Republiki Konga, uczestnik Letnich Igrzysk Olimpijskich 1984.
Podczas Letnich Igrzysk Olimpijskich 1984 Situ–Kumbanga wziął udział w dwóch konkurencjach – w biegu na 5000 metrów oraz w biegu maratońskim. W tej pierwszej konkurencji startował w czwartym biegu eliminacyjnym. Uzyskawszy czas 15:02,52, zajął przedostatnie, 12. miejsce, co nie dało mu awansu do biegów półfinałowych (w łącznej klasyfikacji pierwszej rundy zajął 47. miejsce na 56 startujących). 
Następnie wziął udział w maratonie, jednakże nie dobiegł do mety.

## Rekordy życiowe
| Dystans     | Wynik (s) | Data |
| ----------- | --------- | ---- |
| 5000 metrów | 14:28,85  | 1984 |